# Arno Mayer
Arno Joseph Mayer (Luxemburgo, 19 de junho de 1926 – 19 de dezembro de 2023) foi um historiador americano de origem luxemburguesa, especialista em história moderna da Europa, teoria da modernização, diplomacia internacional e na Shoah. É professor de História na Universidade de Princeton

## Pensamento
Em sua obra A Persistência do Antigo Regime, de 1981, Arno J. Mayer argumenta que o poder e a influência da aristocracia não desapareceram por completo, no século XIX, apesar do avanço da burguesia, através das revoluções liberais e da Revolução Industrial. O poder das antigas aristocracias europeias ainda se fazia sentir no fim do século XIX e nas primeiras décadas do século XX. A aristocracia desejando manter poder político—a despeito da perda de sua antiga funcionalidade econômica e política, com o avanço do capitalismo industrial—explicaria a Primeira Guerra Mundial, a emergência do fascismo, a Segunda Guerra Mundial e o Holocausto.
A dinâmica do capitalismo industrial e da ordem liberal democrática gerou várias tensões nas nações europeias, do século XIX e XX, tensões étnicas, nacionais, sociais e ideológicas. A luta ideológica e étnica na Europa, estilhaçou o pensamento liberal democrático e sua hegemonia cultural. A antiga aristocracia, por sua vez, sem sua função tradicional, se inseriu nesse contexto, difundindo uma ideologia reacionária, autoritária, investindo, assim, contra o ideal igualitário do pensamento liberal, reacionarismo que sustentava teses como a seleção natural no nível social, o caso do darwinismo social. Era uma resposta ideológica ao desafio colocado a sua existência como classe.
Tal ideologia reacionária era mais poderosa onde a incapacidade da burguesia e de sua ideologia em lidar com esses conflitos e tensões se fazia sentir de modo mais evidente. Essas ideias reacionárias serviam como resposta à contestação socialista, e à Revolução Russa.
A revolução industrial não foi um processo homogêneo, em certos países, o poder e a ideologia aristocrática ainda subsistiam com relativa força. Países com burguesia mais débil e tradição democrática mais fraca abriram as portas para essa ideologia de modo franco, como forma de enfrentar os desafios colocados pela modernidade.
Cai por terra, na perspectiva de Arno Mayer, a ideia otimista do avanço de um mundo racional, próspero, democrático, de modo generalizado, com o advento da burguesia, sobre os escombros da Bastilha em 1789, como pretendia a ideologia liberal.
Não há linearidade, não há teleologia, há avanços e recuos na história. As instituições republicanas não foram constituídas do zero, o Antigo Regime não havia desaparecido totalmente com a Revolução de 1789, nem com a Revolução de 1848, afirma Arno J. Mayer.

## Crítica
O historiador britânico Eric Hobsbawn, nas suas três grandes obras, a Era das Revoluções (1789-1848), de 1962, a Era do Capital (1848-1875), de 1975, e A Era dos Impérios (1875-1914), de 1987, narra as transformações vividas pela sociedade britânica no século XIX, a formação do império colonial, a revolução industrial e o contexto europeu com as revoluções liberais, ele não tem dúvida em afirmar que a burguesia se tornou a classe dominante, e a Inglaterra uma sociedade capitalista, regida pelos princípios da economia liberal. A nobreza passou a exercer outras funções na administração, como na área do ensino por exemplo, e a depender de atividades empresariais para viver. Não houve uma persistência da aristocracia como classe dominante, no fim do século XIX e nas primeiras décadas do século XX, como afirma Arno Mayer. O que houve, na verdade, foi a adoção de um estilo de vida aristocrático pela burguesia. Foram os capitalistas que adotaram os valores da antiga aristocracia proprietária de terras e não uma submissão da burguesia ao poder da antiga aristocracia rural em troca de uma suposta segurança para seus negócios.

## Morte
Mayer morreu no dia 19 de dezembro de 2023, aos 97 anos.

## Publicações

### Livros
- Mayer, Arno J. (2008). Plowshares into Swords: From Zionism to Israel (London: Verso, 2008). [S.l.: s.n.] ISBN 978-1-84467-235-6
- Mayer, Arno J. (15 de janeiro de 2002). The Furies: Violence and Terror in the French and Russian Revolutions (Princeton, NJ: Princeton University Press, 2001). [S.l.: s.n.] ISBN 0-691-09015-7
- Mayer, Arno J. (1988). Why Did the Heavens Not Darken? The "Final Solution" in History (New York, NY: Pantheon Books, 1988). [S.l.: s.n.] ISBN 978-0-394-57154-6
- Mayer, Arno J. (1981). The Persistence of the Old Regime: Europe to the Great War (New York, NY: Pantheon Books, 1981). [S.l.: s.n.] ISBN 978-0-394-51141-2
- Mayer, Arno J. (1971). Dynamics of Counterrevolution in Europe, 1870–1956: An Analytic Framework (New York, NY: Harper & Row, 1971). [S.l.: s.n.] ISBN 978-0-061-31579-4
- Politics and Diplomacy of Peacemaking: Containment and Counterrevolution at Versailles, 1918–1919 (New York, NY: Alfred A. Knopf, 1967). [S.l.: s.n.]
- Political Origins of the New Diplomacy, 1917–1918 (New Haven, CT: Yale University Press, 1959). [S.l.: s.n.]

### Capítulos e artigos de periódicos
- Mayer, Arno J. (2001). «On Arno Mayer's The Furies: Violence and Terror in the French and Russian Revolutions: Response». French Historical Studies. 24 (4): 589–600. JSTOR 826818. doi:10.1215/00161071-24-4-589
- «The Primacy of Domestic Politics». In Holger Herwig, ed., The Outbreak of World War I (pp. 42–47). 6th ed. Boston, MA: Houghton Mifflin. 1996. ISBN 978-0-669-41692-3
- Mayer, Arno J. (1995). «The Perils of Emancipation: Protestants and Jews». Archives de Sciences Sociales des Religions. 90 (90): 5–37. JSTOR 30116319. doi:10.3406/assr.1995.982
- «Memory and History: On the Poverty of Forgetting and Remembering about the Judeocide». Radical History Review. 56: 5–20. 1993. doi:10.1215/01636545-1993-56-5
- «Internal Crisis and War Since 1870». In Charles L. Bertrand, ed., Revolutionary Situations in Europe, 1917–22 (pp. 201–233). Montreal: Interuniversity Centre for European Studies. 1977. ISBN 978-0-919-95803-6
- Mayer, Arno J. (1975). «The Lower Middle Class as Historical Problem». The Journal of Modern History. 47 (3): 409–436. JSTOR 1876000. doi:10.1086/241338
- Mayer, Arno J. (1969). «Internal Causes and Purposes of War in Europe, 1870–1956: A Research Assignment». The Journal of Modern History. 41 (3): 291–303. JSTOR 1899384. doi:10.1086/240409
- «The Domestic Causes of the First World War». In Leonard Krieger and Fritz Stern, eds., The Responsibility of Power: Historical Essays in Honor of Hajo Holborn (pp. 286–293). Garden City, NY: Doubleday and Company. 1967
- Mayer, Arno J. (1966). «Post-War Nationalisms 1918–1919». Past & Present. 34 (34): 114–126. JSTOR 650058. doi:10.1093/past/34.1.114